# Zone limnétique
Dans les lacs, la zone limnétique est la partie de la zone éclairée qui n'est pas en contact avec le fond et où ne peuvent pousser que des plantes flottantes ou des algues planctoniques.

## Description

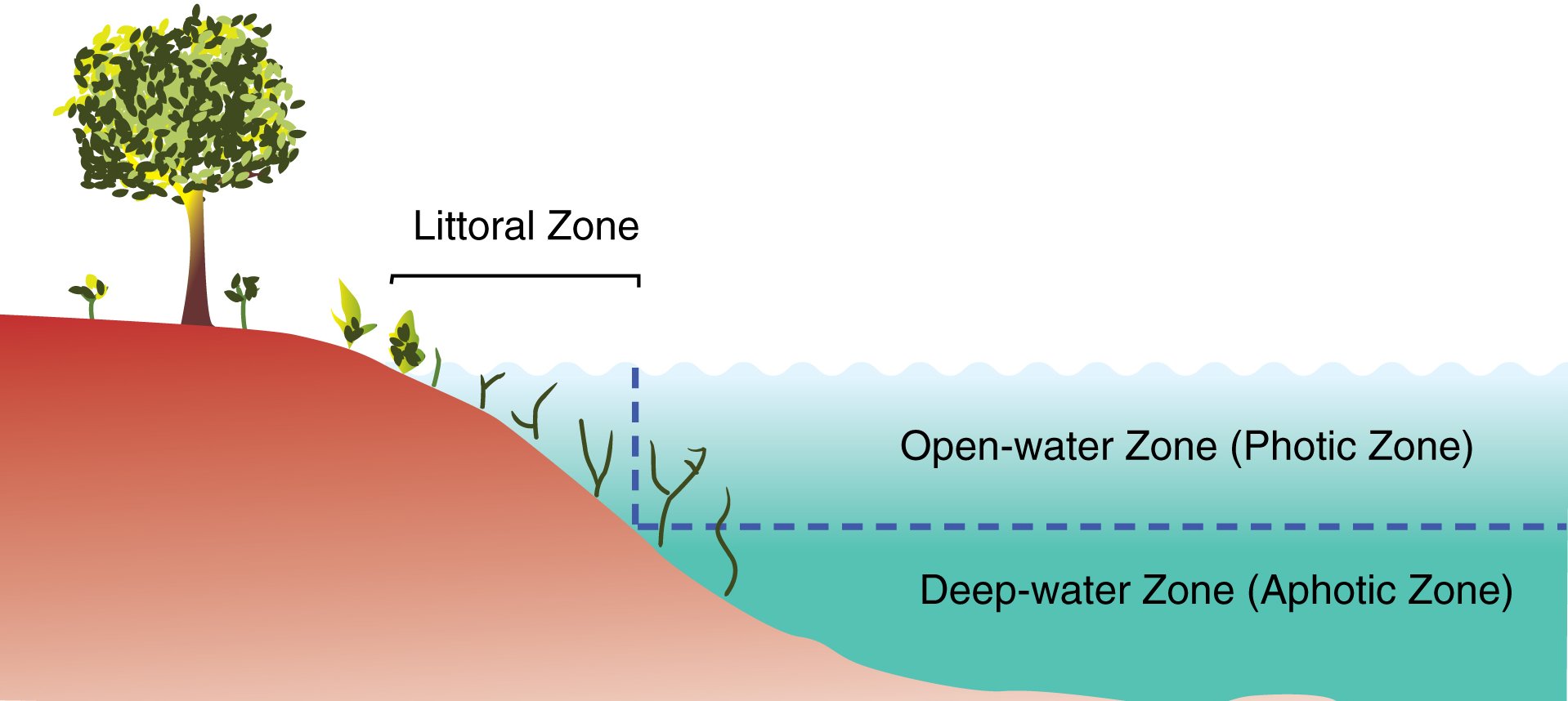
Les zones primaires d'un lac, y compris la zone limnétique (photique).

La zone limnétique est la zone ouverte et bien éclairée d'un plan d'eau douce indépendant, tel qu'un lac ou un étang. La zone littorale, qui est la zone peu profonde et proche du rivage du plan d'eau, n'est pas incluse dans cette zone. La principale différence entre la zone littorale et la zone limnétique est la présence de plantes enracinées. Le sol sous la zone limnétique ne peut pas aider à la croissance des plantes en raison du manque de lumière solaire pour la photosynthèse. Dans les masses d'eau  peu profondes, la lumière peut pénétrer jusqu'au fond, même dans les parties  les plus profondes du lac. Dans cette situation, il n'y a pas de zone limnétique et la zone littorale s'étend sur tout le lac. Ces deux zones forment ensemble la zone photique.